# Pablo Zaldívar Miquelarena
Pablo Zaldívar Miquelarena (Santander, 18 de diciembre de 1951) es un antiguo diplomático español.

## Biografía
Licenciado en Derecho por la Universidad de Zaragoza, ingresó en 1978 en la carrera diplomática. Estuvo destinado en las representaciones diplomáticas españolas en Libia, Noruega, México, Argelia y Hungría. 
Fue director adjunto del Gabinete Técnico de la Subsecretaría del Ministerio de Asuntos Exteriores, director de Ceremonial en los Servicios de Protocolo, Cancillería y Órdenes, subdirector general de Jefatura de Protocolo del Estado y vicepresidente de la Sección española del Comité Permanente Hispano-Norteamericano.
Asimismo fue representante permanente adjunto en la representación permanente de España en la OTAN (Bruselas).
En 1998 fue nombrado embajador de España en la República Federal Democrática de Etiopía, en el Estado de Eritrea y en la República de Yibuti y en 2002 Embajador de España en la República de Eslovenia.
De 2016 a 2020, fue cónsul general Archivado el 8 de septiembre de 2016 en Wayback Machine. de España en Tánger, Marruecos.
En noviembre de 2019, ascendió a la categoría de Embajador de España (rango vitalicio).
Es nieto del periodista y escritor Jacinto Miquelarena.

## Publicaciones
- Benedicto XV, un pontificado marcado por La Gran Guerra - Editorial EUNSA, Colección: Astrolabio Historia, Año: 2015